# Коло (танец)
Ко́ло (серб. коло / kolo, болг. хоро, макед. оро) — южнославянский народный танец-хоровод, прославившийся в первую очередь именно там.

## Общая характеристика
Существуют танцы быстрого и медленного темпа, некоторые специально созданы только для мужчин, а некоторые только для женщин.
В танце участвуют несколько десятков групп людей, которые держат друг друга за руки или кладут руки на плечи. Базовыми элементами достаточно легко овладеть, но при этом профессионалы исполняют танец с невероятной изящностью. В каждом регионе славянских стран есть своё уникальное коло. Танец исполняется под традиционную инструментальную музыку: например, под аккордеон, тамбурицу, шаргию или фрулу. Танец можно увидеть на различных праздниках, религиозных церемониях и свадьбах.

## Болгарское хоро
Хоро (мн. ч.: хора) — болгарский народный танец-хоровод. Музыкальный размер 2/4, 5/16, 9/16. Сопровождается пением, игрой на гайде и других народных инструментах. Исполнители держатся за руки, за пояса или кладут руки друг другу на плечи в цепи.
Хоро может исполняться любым количеством участников. Хоро может быть мужскими, женскими и смешанными. Для него характерны ходы по кругу, линиями, зигзагами, движения вперед и назад, из стороны в сторону. Исполнители держатся за руки, опущенные вниз или поднятые от локтя вверх. За плечи могут держаться только мужчины. Иногда исполнители держатся за руки, скрещенные спереди или сзади, или за пояса, причем, как правило, правая рука находится снизу.
Ритмы хоро самые различные, а видов — великое множество, которое подразделяется по основным географическим районам Болгарии (добруджанские, македонские, родопские, северняшкие, странджанские, тракийские, шопские).

## Сербское коло
Сербское и боснийское коло являются одними из самых известных в мире и практически не отличаются друг от друга. Мужчины носят шапки, длинные рубахи и брюки, которые широки в бёдрах и сужаются в колене и лодыжке. Женщины носят длинные белые вышитые платья с тяжёлыми бархатными фартуками, завязанными на талии: платья и фартуки вышиты яркими цветами. Также мужчины и женщины надевают бархатные жилеты. Особую роль играют обувь: чаще всего носят опанки, сделанные из свиной кожи и соответствующие размеру обуви каждого танцора. Варианты сербского и боснийского коло существуют в Боснийской Краине, Герцеговине и Черногории.
Сербское коло вошло в собрание пьес Антонина Дворжака «Славянские танцы» в опус 72 под названием № 7 (15) C-dur. Allegro vivace.